# Gran Campo Nevado
Le Gran Campo Nevado est un petit champ de glace situé dans la partie méridionale de la péninsule Muñoz Gamero, dans la région de Magallanes et de l'Antarctique chilien, au Chili. Il mesure environ 200 km2 en superficie et contient 19 glaciers, dont le principal mesure 15 km de long.